# Hockey Series masculino 2018-19
La Serie de Hockey masculino 2018-19 fue la temporada inaugural del Hockey Series, campeonato de hockey sobre césped para los seleccionados masculinos. El torneo comenzó en junio de 2018 y finalizó en junio de 2019.
La Hockey Series está abierta a selecciones que no juegan en la Hockey Pro League.
La misma se llevó a cabo en dos rondas, el Open y las finales. Los nueve equipos mejor clasificados en el ranking de la FIH (desde el 9 de junio de 2017) se saltan el Open y avanzan directamente a las finales. Todos los demás seleccionados juegan la Hockey Series Open, que presenta ocho eventos regionales con hasta seis equipos cada uno. Quince equipos clasificarán de la Hockey Series Open a las finales de la Hockey Series, totalizando 24 selecciones. Esos equipos jugarán en tres eventos, con ocho equipos por evento (tres clasificados automáticamente y cinco que avanzaron desde el Open).
Los dos mejores equipos ubicados en cada uno de los eventos de las finales de la Hockey Series clasificaron para los eventos de clasificación olímpica. En este evento, se les unirán los cuatro mejores equipos de la Hockey Pro League y los dos equipos mejor clasificados en el ranking de la FIH que aún no están clasificados. Los equipos serán sorteados y jugarán una eliminatoria a doble partido para determinar seis naciones calificadas para los Juegos Olímpicos de 2020.

## Clasificación
Los 9 equipos mejor posicionados en la clasificación mundial de la FIH recibieron un pase directo a las finales de la competición. Los nueve equipos clasificados son los siguientes:
- India (6)
- Irlanda (10)
- Canadá (11)
- Malasia (12)
- Corea del Sur (13)
- Sudáfrica (15)
- Francia (16)
- China (18)
- Egipto (19)

## Etapas clasificatorias

### Hockey Series Open
| Fechas                                  | Ubicación          | Equipos                                                      | Avanzan a Finales de la Hockey Series | Clasificado(s)        |
| --------------------------------------- | ------------------ | ------------------------------------------------------------ | ------------------------------------- | --------------------- |
| 5 al 10 de junio de 2018                | Salamanca, México  | Costa Rica México Panamá Puerto Rico Estados Unidos          | 2                                     | Estados Unidos México |
| 23 de junio al 1 de julio de 2018       | Singapur           | China Taipei Hong Kong Indonesia Birmania Singapur Tailandia | 2                                     | Singapur Tailandia    |
| 25 al 30 de junio de 2018               | Zagreb, Croacia    | Austria Croacia Eslovaquia Suiza Gales                       | 2                                     | Austria Gales         |
| 15 al 18 de agosto de 2018              | Port Vila, Vanuatu | Fiyi Islas Salomón Tonga Vanuatu                             | 1                                     | Vanuatu               |
| 28 de agosto al 2 de septiembre de 2018 | Gniezno, Polonia   | Chipre República Checa Italia Lituania Polonia Ucrania       | 2                                     | Polonia Italia        |
| 4 al 9 de septiembre de 2018            | Lousada, Portugal  | Bielorrusia Gibraltar Portugal Rusia Escocia Turquía         | 2                                     | Rusia Escocia         |
| 18 al 23 de septiembre de 2018          | Santiago, Chile    | Bolivia Brasil Chile Paraguay Perú Uruguay                   | 2                                     | Chile Brasil          |
| 25 al 30 de septiembre de 2018          | Lahore, Pakistán   | Afganistán Bangladesh Kazajistán Omán Qatar Sri Lanka        | 2                                     | Cancelado             |
| 7 al 9 de diciembre de 2018             | Bulawayo, Zimbabue | Egipto Namibia Zambia Zimbabue                               | 1                                     | Egipto                |
| 17 al 22 de diciembre de 2018           | Lahore, Pakistán   | Afganistán Kazajistán Nepal Uzbekistán                       | 1                                     | Uzbekistán            |
| 21 de enero de 2019                     | Invitado por FIH   | Invitado por FIH                                             | 1                                     | Ucrania               |
| Total                                   | Total              | Total                                                        | 16                                    |                       |

### Finales de la Hockey Series
| Fechas                           | Ubicación             | Equipos clasificados | Equipos clasificados          | Equipos clasificados                           | Avanzan al clasificatorio olímpico | Clasificados al clasificatorio olímpico |
| Fechas                           | Ubicación             | Anfitrión            | Por Ranking                   | de la Hockey Series Open                       | Avanzan al clasificatorio olímpico | Clasificados al clasificatorio olímpico |
| -------------------------------- | --------------------- | -------------------- | ----------------------------- | ---------------------------------------------- | ---------------------------------- | --------------------------------------- |
| 26 de abril al 4 de mayo de 2019 | Kuala Lumpur, Malasia | Malasia              | Bielorrusia Canadá China      | Austria Brasil Italia Vanuatu Gales            | 2                                  | Canadá Malasia                          |
| 6 al 16 de junio de 2019         | Bhubaneswar, India    | India                | Japón Sudáfrica               | México Polonia Rusia Estados Unidos Uzbekistán | 2                                  | India Sudáfrica                         |
| 15 al 23 de junio de 2019        | Le Touquet, Francia   | Francia              | Irlanda Corea del Sur Ucrania | Chile Singapur Escocia Egipto                  | 2                                  | Francia Irlanda                         |